# Ernst Baier (Verwaltungsjurist)
Ernst Baier (* 10. August 1863 in Heilbronn; † 5. Oktober 1948 in Künzelsau) war ein deutscher Verwaltungsjurist.

## Leben
Baier war der Sohn eines Mittelschullehrers. Nach dem Besuch des Realgymnasiums in Ulm studierte er von 1882 bis 1886 Regiminalwissenschaften in Berlin und Tübingen. Ab 1887 arbeitete er im Oberamt Ellwangen, von 1889 bis 1892 war er Amtmann im Oberamt Vaihingen. Ab 1892 war er im Ministerium des Innern in Stuttgart tätig, wo er bis 1895 bis zum Regierungsassessor aufstieg, bevor er zur Regierung des Jagstkreises in Ellwangen wechselte. Anschließend war er drei Jahre lang Oberamtmann des Oberamts Weinsberg. Von 1901 bis 1905 war Baier Vorsitzender des Schiedsgerichts II für Arbeiterversicherung in Ludwigsburg, ab 194 als administrativer Kollegialrat. 1910 ging er an die Zentralstelle für Landwirtschaft, wo er bis 1917 zum wirklichen Oberregierungsrat aufstieg. 1922 ging Baier in den Ruhestand.